# Дубно (Підляське воєводство)
Дубно (пол. Dubno) — село в Польщі, у гміні Ботьки Більського повіту Підляського воєводства. Населення — 182 особи (2011).

## Історія
Вперше згадується 1512 року. Разом з фільварком належало до ботьківського маєтку. У XVII столітті деякий час було осередком окремого маєтку з 19 селами. Наприкінці XIX столітті в селі заснована церковна школа грамоти.
У 1975—1998 роках село належало до Білостоцького воєводства.

## Демографія
Демографічна структура станом на 31 березня 2011 року:
|          | Загалом | Допрацездатний вік | Працездатний вік | Постпрацездатний вік |
| -------- | ------- | ------------------ | ---------------- | -------------------- |
| Чоловіки | 97      | 8                  | 51               | 38                   |
| Жінки    | 85      | 8                  | 29               | 48                   |
| Разом    | 182     | 16                 | 80               | 86                   |